# Psilopa sinensis
Psilopa sinensis är en tvåvingeart som beskrevs av Canzoneri 1993. Psilopa sinensis ingår i släktet Psilopa och familjen vattenflugor.
Artens utbredningsområde är Fujian (Kina). Inga underarter finns listade i Catalogue of Life.